# Рокбрюн (Жер)
Рокбрю́н (фр. Roquebrune) — коммуна во Франции, находится в регионе Юг — Пиренеи. Департамент — Жер. Входит в состав кантона Вик-Фезансак. Округ коммуны — Ош.
Код INSEE коммуны — 32346.

## География

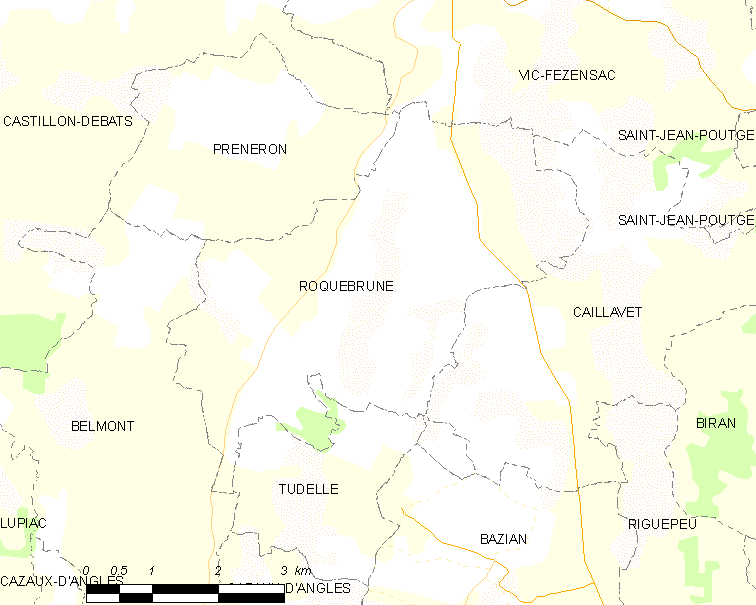
Карта коммуны

Коммуна расположена приблизительно в 600 км к югу от Парижа, в 95 км западнее Тулузы, в 25 км к западу от Оша.
По территории коммуны протекают реки Гиру и Ос.

## Климат
Климат умеренно-океанический. Лето жаркое и немного дождливое, температура часто превышает 35 °С. Зимой часто бывает отрицательная температура и ночные заморозки. Годовое количество осадков — 700—900 мм.

## Население
Население коммуны на 2010 год составляло 196 человек.
| 1962 | 1968 | 1975 | 1982 | 1990 | 1999 | 2010 |
| ---- | ---- | ---- | ---- | ---- | ---- | ---- |
| 346  | 274  | 235  | 190  | 197  | 188  | 196  |

## Администрация
| Период | Период | Фамилия           | Партия | Примечания |
| ------ | ------ | ----------------- | ------ | ---------- |
| 2001   | 2014   | Жан-Клод Дезанлис |        |            |
| 2014   | 2020   | Бенуа Дезанлис    |        |            |

## Экономика
В 2010 году среди 119 человек трудоспособного возраста (15-64 лет) 87 были экономически активными, 32 — неактивными (показатель активности — 73,1 %, в 1999 году было 69,1 %). Из 87 активных жителей работали 85 человек (41 мужчина и 44 женщины), безработных было 2 (1 мужчина и 1 женщина). Среди 32 неактивных 6 человек были учениками или студентами, 17 — пенсионерами, 9 были неактивными по другим причинам.

## Достопримечательности
- Замок Пюжос (XVI век). Исторический памятник с 1978 года[4]
- Галло-романская колонна Ла-Монжуа. Исторический памятник с 1925 года[5]